# Anrê Cận Đạo Viễn
Anrê Cận Đạo Viễn (1929–2019, tiếng Trung:靳道遠, tiếng Anh: Andrew Jin Dao-yuan) là một giám mục do chính quyền Trung Quốc dùng sức ép tấn phong, tuy nhiên ông đã hiệp thông Giáo hội Công giáo Rôma. Ông hiện được chính quyền Trung Quốc trao cho vị trí Giám mục chính tòa Giáo phận Lộ An. Tòa Thánh tuy giải vạ tuyệt thông cho ông, tuy vẫn không công nhận chức vị này. Năm 2016, Tòa Thánh bổ nhiệm Tân giám mục Phêrô Đinh Lệnh Bân làm Giám mục Lộ An, tuy vậy, về mặt chính quyền Trung Quốc chỉ công nhận giám mục Bân là Giám mục Phó Lộ An.

## Tiểu sử
Giám mục Cận sinh ngày 13 tháng 6 năm 1929 tại Trung Quốc. Sau khoảng thời gian dài tu học, ngày 1 tháng 7 năm 1956, ông được thụ phong chức vị linh mục. Ngày 1 tháng 6 năm 2000, chính quyền Trung Quốc dùng sức ép tấn phong cho Tân giám mục bất hợp thức Cận. Việc làm này thể hiện việc chính quyền hoàn toàn không công nhận giám mục Lộ An do Tòa Thánh cắt cử là Hermengild Lý Nghị, người được tấn phong âm thầm năm 1998.
Một nguồn tin ẩn danh cho biết năm 2008, giáo hoàng Biển Đức XVI công nhận chức vị giám mục cho ông, nhưng ông không có quyền tài phán.
Hiện giám mục Cận đã hiệp thông với Giáo hội Công giáo, song vẫn chưa được giáo hội này chấp nhận chức vị, thay vào đó năm 2016, Tòa Thánh cử linh mục Phêrô Đinh Lệnh Bân làm Giám mục Lộ An, sau 4 năm trống tòa kể từ cái chết của giám mục Nghị. Hiện chính quyền Trung Quốc chỉ công nhận Tân giám mục Đinh Lệnh Bân là Giám mục Phó Lộ An. Giám mục Cận đã không làm chủ lễ phong chức cho tân giám mục Đinh khi Tòa Thánh cắt đặt tân giám mục này.
Ngày 20 tháng 11 năm 2019, ông qua đời, thọ 90 tuổi.